# Bolvadin
Bolvadin là một huyện thuộc tỉnh Afyonkarahisar, Thổ Nhĩ Kỳ. Huyện có diện tích 1153 km² và dân số thời điểm năm 2007 là 46520 người, mật độ 40 người/km².